# Serhij Datsenko (calciatore 1977)
Serhij Datsenko (in ucraino Даценко Сергей Анатольевич?; Černihiv, 10 dicembre 1977) è un ex calciatore e allenatore di calcio ucraino.

## Carriera da giocatore
Ha iniziato la sua carriera come giocatore al Desna Černihiv. Ha giocato anche per la Dinamo Kiev, Metalurh Donec'k, Kryvbas. Nel 2000 gioca per il Rostov e per Achmat Groznyj.

## Carriera da allenatore
Dopo essersi ritirato dal calcio come calciatore, nel 2023 ha lavorato per come allenatore del Kudrivka promosso in Druha Liha e in novembre 2023 ha lasciato la carica di allenatore in comune accordo con la società.

## Palmarès
- Vyšča Liha

Dinamo Kiev 1996-1997